# Родон (крепост)
Вижте пояснителната страница за други значения на Родон.
Родон (на албански: Kalaja e Rodonit; Kalaja e Skënderbeut) е крепост на скалистия нос Родон на брега на Адриатическо море в Драчка област, Албания. Надморската ѝ височина е само 1 м над морското равнище.
На това място националният герой на Албания Скендербег, с рождено име Георги Кастриоти, построява крепост за защита от османците като строителството започва през 1450 г. и продължава няколко години. Мястото очевидно е избрано, за да може оттук в случай на фатална атака от страна на турците Скендербег да потърси спасение в Италия. Действително по време на втората обсада на Круя на Родон се оттеглят не само Скендербег и семейството му, но и голям брой албански бежанци, които са транспортирани към Бриндизи на 14 кораба. Крепостта Родон е разрушена от османците през 1467 г. Три десетилетия по-късно венецианците я възстановяват. На свой ред те също я изоставят след падането на Драч под турска власт в годините около 1571 г. 
В наше време част от крепостта все още е запазена, но поради корозивните процеси някои от стените ѝ са под водите на Адриатическо море.
Укреплението в първоначалния си вид се състои от 100-метрова защитна стена, простираща се от единия до другия бряг на носа. Имало е и ров, запълнен с морска вода. Входът към крепостта е откъм североизточната страна, до който има бастион с височина 10-12 м и дебелина на стените 3-6 м. Кула с височина 200 м е имало и във вътрешността на носа, която е изградена с цел комуникация с недалечната Круя чрез стрелба.